# Фабио Стаси
Фабио Стаси (на италиански: Fabio Stassi) е италиански библиотекар, текстописец и писател на произведения в жанра социална драма, исторически роман, биография, фентъзи, детска литература и документалистика.

## Биография и творчество
Фабио Стаси е роден на 2 май 1962 г. в Рим, Италия, в семейство от Пиана дели Албанези (Сицилия) от етноса арбъреши. Работи като библиотекар в Библиотеката за ориенталски изследвания на Департамента по ориенталистика на университета „Ла Сапиенца“ в Рим. Първият му роман „Магазин за комини“ е издаден през 2006 г. Неговата история се развива в Сицилия през 50-те години на XX век и на историческия фон на клането в Портела дела Джинестра (когато на 1 май 1947 г. бандата на Салваторе Джулиано избива фермери и техните семейства събрали се да отпразнуват Денят на труда). Романът печели наградата „Виторини“ за най-добър първи роман. Следващата година е публикуван романът му „Нашият карнавал свърши“, който е пикарескова история за човека, който открадва футболната купа „Жул Риме“. Третият му роман от 2008 г., „Отмъщението на Капабланка“, се фокусира върху фигурата на кубинския шампион по шах Хосе Раул Капабланка. През 2010 г. е издадена документалната му книга „Холдън, Лолита, Живаго и други“, която през 2015 г. е издадена като „Книгата на литературните герои“, и представя триста портрета на главните и второстепенни герои на най-добрите италиански и чуждестранни романи от втората половина на ХХ век.
През 2012 г. е издаден романът му „Последният танц на Чарли Чаплин“. В една коледна вечер Чарли Чаплин сключва сделка със Смъртта – ако успее да я разсмее, ще спечели една година живот, който да посвети на малкия си син. Неговите истински и въображаеми истории, и съвършената му техника успяват да отложат, година след година, съдбовната среща със Старицата. Романът е удостоен с наградата „Кампиело“ за 2013 г., получава много други престижни италиански награди и е преведен на 19 езика по света.
Следват романите му „Като прекъснат дъх“, „Липсващият читател“, който печели наградата „Щербаненко“ за криминален роман, фентъзи романа „Анжелика и кометите“, „Всяка случайност има душа“ и „Убивам когото искам“, чието заглавие идва от самоличността му от албански произход.
През 2021 г. е издаден романът му „Майстор Джепето“. Историята е вдъхновена от класиката „Приключенията на Пинокио“ на Карло Колоди. Възрастният дърводелец, оживен от желанието за бащинство, става жертва на жестока шега на своите съграждани. Той търси изгубеният си син и неговите приключения, изненадващи и на моменти объркващи, се смесват с тези на куклата, и се развиват на съвременната сцена, където бедността, болестта, нуждата от любов, жестокостта и изкуплението са начело. Романът печели литературните награди „Кроче“, „Деси“ и „Стреза“.
Заедно с писателската си кариера сътрудничи на различни вестници и списания. Също така пише текстове на песни, особено за римската певица и композитор Пилар Роман и композитора Франко Пиана, които печелят няколко музикални награди.
Фабио Стаси живее със семейството си във Витербо. Пише книгите си, пътувайки с влак между Витербо, Орте и Рим.

## Произведения

### Самостоятелни романи
- Fumisteria (2006)[1]
- È finito il nostro carnevale (2007)
- La rivincita di Capablanca (2008)
- L'ultimo ballo di Charlot (2013)[2][3]
Последният танц на Чарли Чаплин, изд.: ИК „Обсидиан“, София (2014), прев. Иво Йонков
- Come un respiro interrotto (2014)
- La lettrice scomparsa (2016)
- Angelica e le comete (2017)
- Ogni coincidenza ha un'anima (2018)
- Con in bocca il sapore del mondo (2018)
- Uccido chi voglio (2020)
- Mastro Geppetto (2021)
- Notturno francese (2023)[4]

### Детска литература
- La leggenda di Zumbi l'immortale (2015) – графичен роман
- L'alfabeto di Zoe (2016)
- La gamba di legno di mio zio (2019)

### Документалистика
- Holden, Lolita, Zivago e gli altri. Piccola enciclopedia dei personaggi letterari (1946 – 1999) (2010)
- Il libro dei personaggi letterari. Dal dopoguerra a oggi (2015)
- E d'ogni male mi guarisce un bel verso. Breve discorso su Dante, la poesia e il dolore (2023)